# Arvith
Arvith è la preghiera serale ebraica la cui origine risale al patriarca Giacobbe secondo la tradizione ebraica di cui è parte integrante e fondamento liturgico. Viene recitata dopo il tramonto del sole.
Dopo la distruzione del Secondo Tempio di Gerusalemme nel 70 d.C. i sacrifici vennero sostituiti definitivamente con le preghiere: le usanze del culto del Santuario prevedevano due sacrifici giornalieri, quello della mattina accompagnato dalla Tefillah di Shachrith e quello pomeridiano accompagnato dalla Tefillah di Minchah. È in questa alcova che si sviluppa la preghiera serale di Arvith, considerata da alcuni di minore importanza per l'assenza di legami con i sacrifici, ma che oggi riveste un'importanza fondamentale nell'adempimento degli obblighi di preghiera collettiva all'interno dei precetti ebraici.

## Parti da recitare obbligatoriamente
Come in molte altre occasioni liturgiche ebraiche, parte integrante dell'Arvith è lo Shemà, secondo il precetto contenuto nello stesso "e le insegnerai e ne parlerai quando ti corichi e quando ti alzi" a cui si fa riferimento ad Arvith e alla preghiera di Shachrith, da recitare al mattino. La codifica della liturgia è comunque piuttosto rigida e, pur tra differenze tra i vari riti, nei giorni feriali è la seguente:

## Riti diversi
Inizialmente esistevano solo due riti, il Palestinese ed il Babilonese: da questi sono in seguito derivati il tedesco, il polacco, il greco, lo iemenita, l'italiano e lo spagnolo. Molti di questi riti sono stati modificati.

### Rito italiano
- Recita dei Salmi 8° e 134°
- Resa d'omaggio a Dio dopo la Benedizione per l'entrata della sera con brano relativo
- Recita dello Shemà, senza le benedizioni preliminari di Shakhrit
- Benedizione della Gheullah
- Recita della Amidah, senza benedizione sacerdotale e senza ripetizione
- Recita del Kaddish Titkabal, se presente un Minian
- Recita di Aleinu LeShabeach
- Recita del Kaddish Yatom, se presente un Minian
- Resa d'omaggio a D-o

Nella sera del venerdì (ossia all'entrata di Shabbat) le preghiere sono precedute dalla lettura del Salmo 29°, dalla poesia cantata di Yehuda Halevi Lecha Dodì, in cui si paragona il Sabato ad una sposa in quanto posto al centro di tutta la vita ebraica, e infine dal Salmo 92°.

## Parti facoltative
Come in quasi tutte le preghiere ebraiche, non vi sono parti facoltative codificate. Vi sono parti recitate in alcuni riti e non in altri, ed è sempre possibile aggiungere preghiere a titolo personale.